# 库隆日图阿尔赛
库隆日图阿尔赛（法語：Coulonges-Thouarsais，法語發音：[kulɔ̃ʒ twaʁsɛ]），又称库隆日图瓦尔赛，是法国德塞夫勒省的一个市镇，属于布雷叙尔区。

## 地理
库隆日图阿尔赛（46°55'30"N, 0°19'16"W）面积17.26 平方千米，位于法国新阿基坦大区德塞夫勒省，该省份为法国西部内陆省份，北起曼恩-卢瓦尔省，西接旺代省，南至夏朗德省和滨海夏朗德省，东临维埃纳省。
与库隆日图阿尔赛接壤的市镇（或旧市镇、城区）包括：布雷敘爾、吕谢图阿尔赛、阿让托奈、圖阿爾。

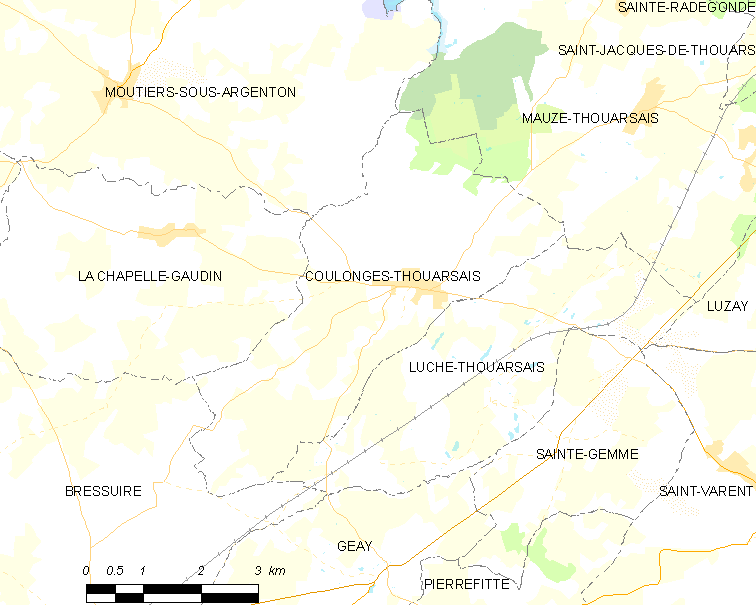
库隆日图阿尔赛的OSM定位图

库隆日图阿尔赛的时区为UTC+01:00、UTC+02:00（夏令时）。

## 行政
库隆日图阿尔赛的邮政编码为79330，INSEE市镇编码为79102。

## 政治
库隆日图阿尔赛所属的省级选区为图埃河谷县。

## 人口

1962-2008年间库隆日图阿尔赛人口变化图示

库隆日图阿尔赛于2022年1月1日时的人口数量为445人。